# Борсуки (Логойський район)
Борсуки — (біл. вёска Барсукі), село (веска) в складі Логойського району розташоване в Мінській області Білорусі, підпорядковане Октябрській сільській раді.
Село Борсуки розташоване в центральних районах Білорусі, у північній частині Мінської області - орієнтовне розташування [Архівовано 25 грудня 2018 у Wayback Machine.].